# Дятлов, Виктор Иннокентьевич
Виктор Иннокентьевич Дятлов (род. 20 января 1949,  село Голуметь, Черемховский район, Иркутская область, РСФСР, СССР) — российский историк, специалист истории диаспор и миграционных процессов. Доктор исторических наук (1995), профессор. 

## Биография
Родился 20 января 1949 года в селе Голуметь Иркутской области в семье педагогов.
В 1972 году окончил исторический факультет Иркутского государственного университета. Затем в течение года проходил стажировку на восточном факультете Ленинградского государственного университета. В 1973 году поступил в аспирантуру Института стран Азии и Африки при Московском государственном университете. 
С 1976 года — ассистент, старший преподаватель, доцент, профессор кафедры мировой истории и международных отношений Иркутского государственного университета (до 1982 года называлась кафедрой всеобщей истории).
В 1977 году под научным руководством Фариде Мустафовны Ацамбы защитил диссертацию на соискание учёной степени кандидата исторических наук по теме «Национальная, иностранная и инонациональная буржуазия в Египте накануне революции 1952 года» (специальность 07.00.03 — Всеобщая история). 
В 1995 году в Институте стран Азии и Африки защитил диссертацию на соискание учёной степени доктора исторических наук по теме «Торговые меньшинства» стран Арабского Востока и Тропической Африки» (специальность 07.00.03 — Всеобщая история). В 1999 году присвоено учёное звание профессора.
С 2018 года — профессор кафедры антропологии и этнологии факультета исторических и политических наук Томского государственного университета, ведущий научный сотрудник лаборатории социально-антропологических исследований.

## Научная деятельность
В качестве исследователя внёс большой вклад в развитие теории «торговых меньшинств» и в применении её для анализа постсоветских трансграничных трудовых миграций, формирования на их основе «этнической экономики» и «этнических рынков». Также внёс существенный вклад в развитие диаспоральных исследований, в применение этого концептуального аппарата для изучения этномиграционных процессов в переселенческом сибирском обществе. Поставил проблему этнизации городского пространства и роли столиц сибирских автономий в процессах нациестроительства. Изучал проблемы мигрантофобии и ксенофобских комплексов в целом как неотъемлемой части миграционных процессов.
Является основателем иркутской научной школы миграционных и диаспоральных исследований, в 2000—2015 годах руководил серией международных междисциплинарных проектов в этой сфере. Автор более 200 научных работ, в том числе 15 индивидуальных и коллективных монографий.

## Научные труды

### Диссертации
- Дятлов В. И. Национальная, иностранная и инонациональная буржуазия в Египте накануне революции 1952 года: Автореф. дис. канд. ист. наук / Институт стран Азии и Африки при МГУ — Москва, 1977. — 20 с.
- Дятлов В. И. «Торговые меньшинства» стран Арабского Востока и Тропической Африки: Автореф. дис. докт. ист. наук / Институт стран Азии и Африки при МГУ — Москва, 1995. — 38 с.

### Монографии
- Дятлов В. И. Предпринимательские меньшинства: торгаши, чужаки или посланные Богом? Симбиоз, конфликт, интеграция в странах Арабского Востока и Тропической Африки. Москва, 1996. 256 с.
- Дятлов В. И. Современные торговые меньшинства: фактор стабильности или конфликта? Китайцы и кавказцы в Иркутске. Москва, 2000. 190 с.
- Дятлов В. И. и др. Региональное измерение трансграничной миграции в Россию. Москва, 2008. 351 с.
- Дятлов В. И. и др. Трансграничные миграции и принимающее общество: механизмы и практики взаимной адаптации. Екатеринбург, 2009. 396 с.
- Дятлов В. И., Мелконян Э. Л. Армянская диаспора: очерки социокультурной типологии. Ереван, 2009. 207 с.
- Дятлов В. И. и др. Восток России: миграции и диаспоры в переселенческом обществе. Рубежи XIX — XX и XX — XXI веков. Иркутск, 2011. 623 с.
- Дятлов В. И. и др. Иркутский край. Четыре века. История Иркутской губернии (области) XVII—XXI вв. Иркутск, 2012. 800 с.
- Дятлов В. И. и др. Переселенческое общество Азиатской России: миграции, пространства, сообщества. Рубежи XIX — XX и XX — XXI веков. Иркутск, 2013. 624 с.
- Дятлов В. И. и др. Соотечественники и историческая родина: взаимные дискурсы и практики. Иркутск, 2014. 247 с.
- Дятлов В. И. и др. География Сибири в начале XXI века. Том 1. Новосибирск, 2014. 318 с.
- Дятлов В. И. и др. Творчество Валентина Распутина: ответы и вопросы. Иркутск, 2014. 395 с.
- Дятлов В. И. и др. Миграции и диаспоры в монгольском мире: стратегии и практики транскультурного взаимодействия. Улан-Удэ, 2017. 414 с.
- Дятлов В. И., Григоричев К. В., Тимошкин Д. О., Брязгина Д. Е. Базар и город: люди, пространства, образы. Иркутск, 2019. 288 с.
- Дятлов В. И., Гузей Я. С., Сорокина Т. Н. Китайский погром. Благовещенская «Утопия» 1900 года в оценке современников и потомков. Санкт-Петербург, 2020. 205 с.
- Дятлов В. И., Григоричев К. В., Тимошкин Д. О. «Частный сектор»: не городские пространства и сообщества российского города. Иркутск, 2023. 128 с.

### Учебные пособия
- Дятлов В. И. и др. Мигранты и принимающее общество: ценности толерантности через университет. Иркутск, 2009. 193 с.
- Дятлов В. И., Дидковская Н. А., Липатова Н. В., Панарин С. А. Как писать научный текст: опыт школы молодого автора. Иркутск, 2012. 240 с.